# Afonso VI de Portugal

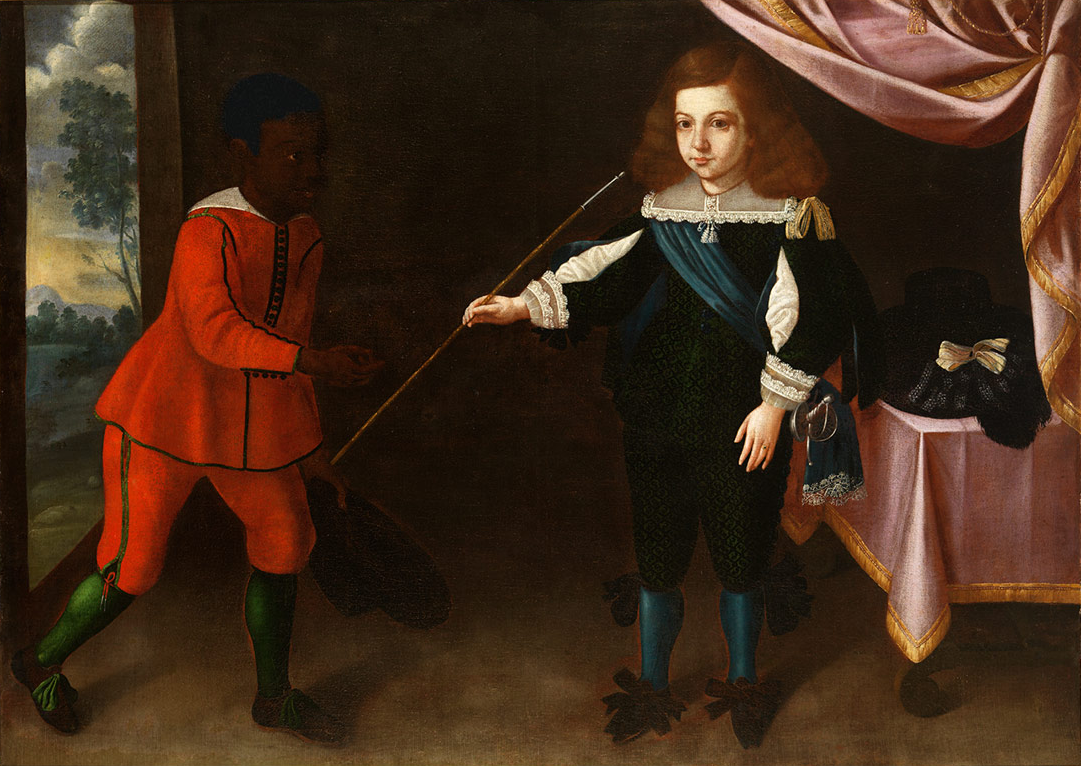
Infante D. Afonso e um pajem negro (c. 1653) por Avelar Rebelo, Museu de Évora

Afonso VI (Lisboa, 21 de agosto de 1643 – Sintra, 12 de setembro de 1683), apelidado de "o Vitorioso", foi o Rei de Portugal e Algarves de 1656 até à sua morte, o segundo monarca português da Casa de Bragança.  Era filho do rei João IV e a sua esposa Luísa de Gusmão, com sua mãe servindo como regente desde sua ascensão até 1662, quando foi removida por Afonso e seu favorito Luís de Vasconcelos e Sousa, 3.º Conde de Castelo Melhor.
O seu reinado viu o final da Guerra da Restauração e o reconhecimento pela Espanha da independência de Portugal.  Afonso também negociou alianças com a França através de seu casamento com Maria Francisca de Saboia. No entanto, era física e mentalmente fraco, o que fez com que seu irmão mais novo Pedro, Duque de Beja, conspirasse em 1668 para o declarar incapaz. Pedro tornou-se regente do reino, anulou o casamento de Afonso e casou-se com a princesa Maria Francisca de Saboia, Rainha de Portugal. Afonso passou o resto de seu reinado praticamente como prisioneiro.

## Biografia
Nascido apenas como infante de Portugal, Afonso não estava destinado a reinar nem foi preparado para tal, em virtude de o herdeiro da coroa ser o seu irmão mais velho, o príncipe Teodósio de Bragança. A sua formação foi pouco cuidada, à semelhança dos restantes irmãos.[carece de fontes?]
Ao contrário dos seus irmãos, Afonso passou a sua infância e juventude em Lisboa, num ambiente tenso e mergulhado em preocupações políticas, governativas, militares, entre outras. Com 3 ou 4 anos de idade, foi atingido por uma «febre maligna», que lhe afectou o lado direito do corpo, e que se repercutirá na sua vida em variados aspectos, desde políticos a familiares e sexuais. Uma doença do sistema nervoso central, pensa-se hoje, talvez uma meningoencefalite, uma doença de foro nervoso, como propõe Montalvão Machado.
A morte do irmão mais velho, Teodósio, sucede a 13 de maio de 1653 e, a 17 de novembro do mesmo ano, morre Joanam passando Afonso a ser o novo herdeiro do trono de Portugal.

### Criação da Casa do Infantado
Poucos anos antes de falecer, D. João IV de Portugal dispensa em benefício do infante Pedro, que mais tarde se tornaria rei de Portugal, um vasto património de senhorios, grande parte deles expropriados a nobres contrários à Restauração, e que haviam partido para Espanha. Estes senhorios estendiam-se por todo o território português, do norte ao sul do Alentejo, e estão na origem da Casa.
Garantia-se assim, não só «o mantimento dos filhos segundos da coroa», nas palavras de Veríssimo Serrão, mas também o suporte da descendência, de forma a perpetuar o Sangue Real Português o mais que se pudesse. Porém, alguns historiadores interpretam esta medida de forma diferente: com a debilidade da Monarquia Portuguesa, que nem sequer era reconhecida internacionalmente, e a insegurança que representava da incapacidade do herdeiro, inclusive a gerar descendentes, esta medida conseguia colocar nas mãos da Família Real um vasto património, que garantiria a sua importância senhorial.
A Casa do Infantado e a Casa do Cadaval, com quem a Monarquia mais tarde contraiu alianças, formavam com a família real a trindade da Nobiliarquia Portuguesa e, embora tivessem todas elas ligações à Coroa, as suas possessões estavam segregadas do património do Estado.

### Subida ao trono e regência de D. Luísa

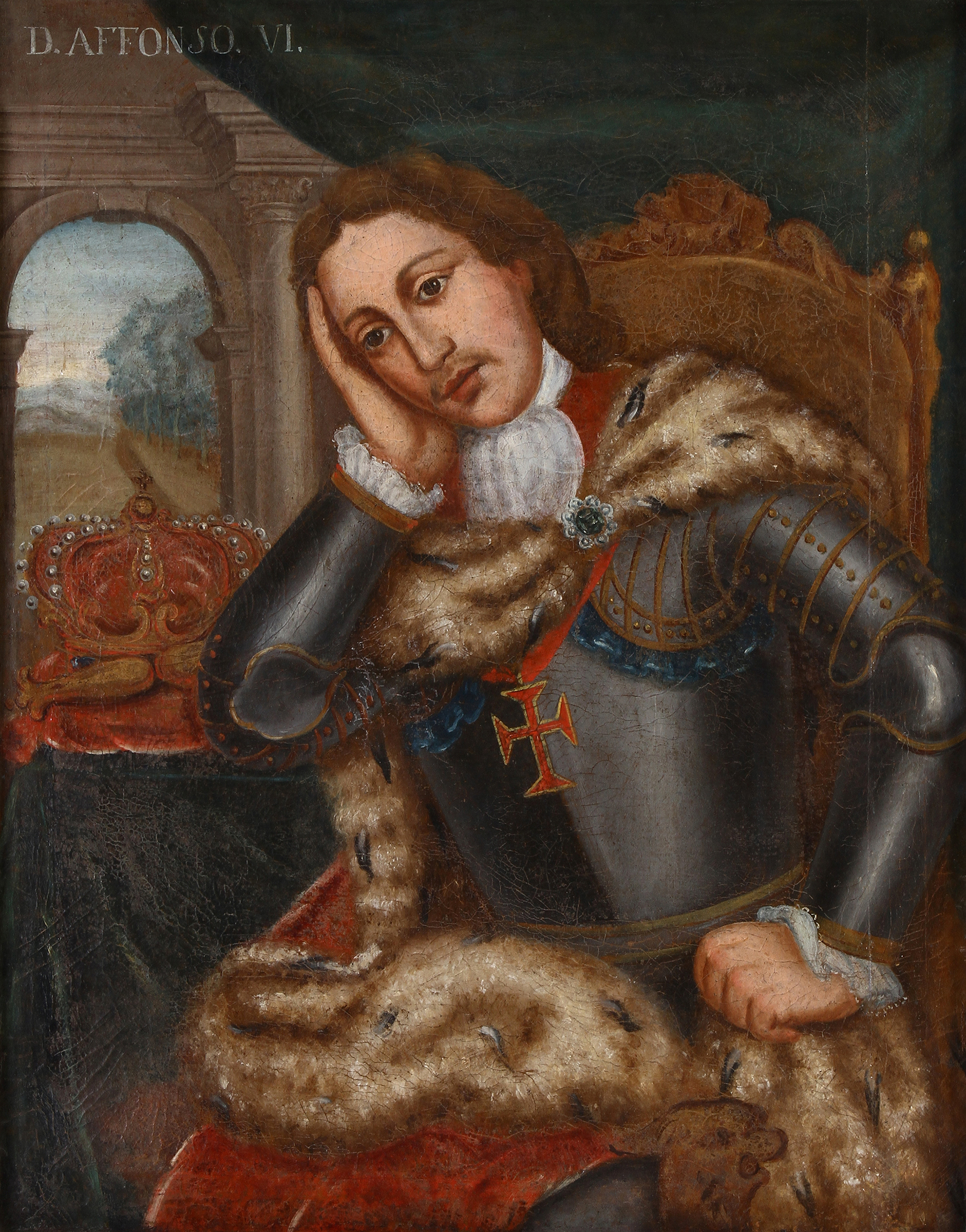
Afonso VI (1643-1683)

Volvidos três anos, morre D. João IV, deixando como sucessor Afonso, cuja idade ainda não lhe permitia governar e com capacidade mental duvidosa para assumir a função. Foi aclamado e jurado rei a 15 de novembro de 1656. O boato de que sofria de alguma doença mental levou a que se levantasse a questão do adiamento da cerimónia. No entanto, a data manteve-se por entendimento da rainha. O discurso de praxe coube ao doutor António de Sousa Macedo, jurisconsulto e diplomata, o qual destacou não a figura de Afonso mas a de seu pai, a quem definiu como «hum sugeito quasi divino». Não deixou de invocar os feitos dos reis anteriores, provavelmente com o propósito de despertar o brio do jovem monarca, cuja nação se preparava para o recomeço da ofensiva espanhola, que já se fazia anunciar, e ao qual incumbia o dever de juntar todas as forças para, ao fim de dezasseis anos de guerra, não comprometer a independência face ao país vizinho e todo o processo de restauração.

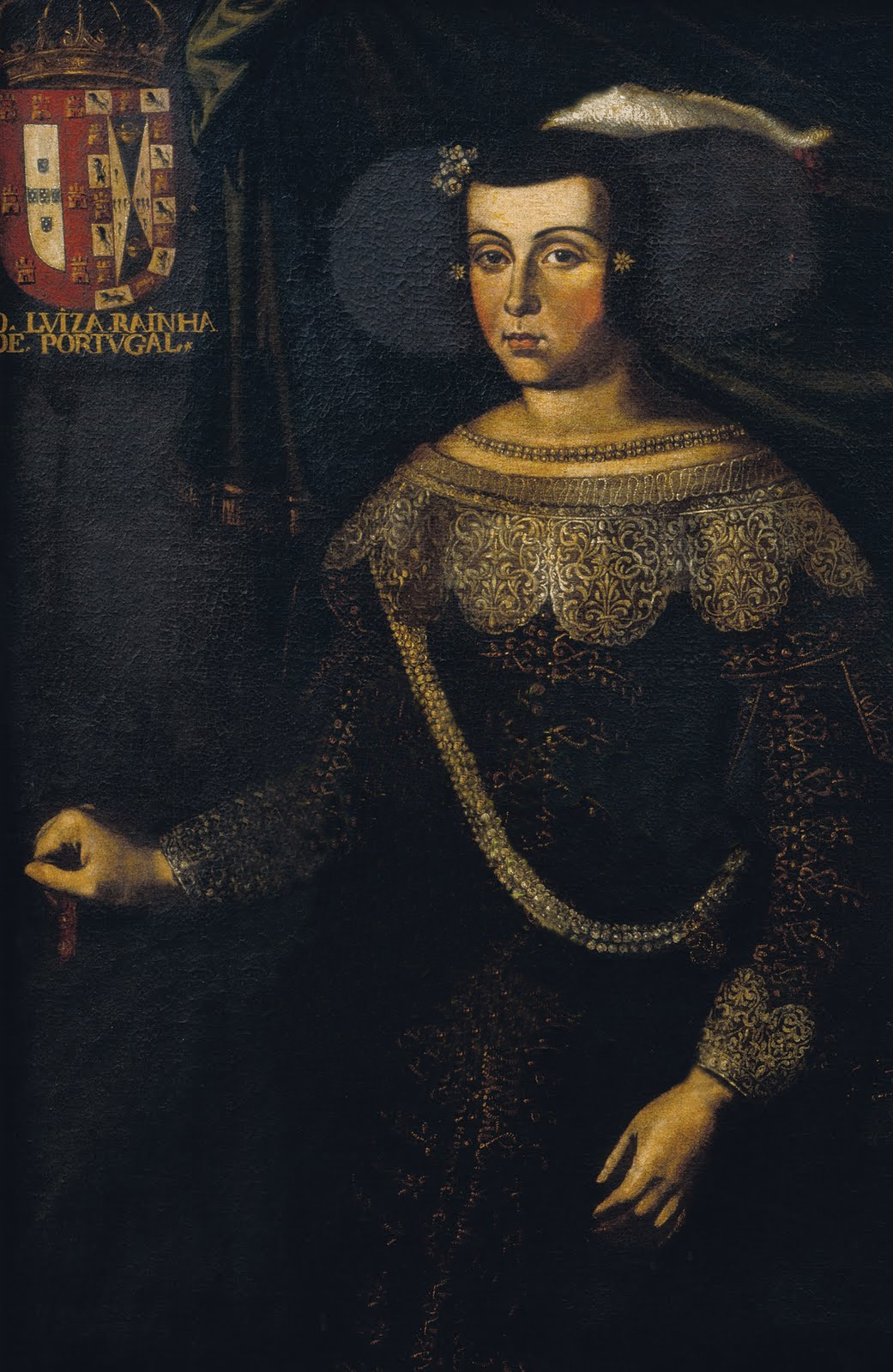
Retrato de Luísa de Gusmão, Rainha de Portugal, regente no início do reinado de Afonso VI

Este era o dia em que se iniciava também a regência da sua mãe, Luísa de Gusmão.
A regência de Luísa centrou-se, inicialmente, na organização do governo de modo a impor-se às facções palacianas em jogo. Nomeia então, Francisco de Faro, Conde de Odemira, para aio de Afonso e mantém os oficiais da Casa Real que exerciam tais funções no tempo do seu marido. Francisco, filho do segundo Conde de Faro, Estêvão de Faro, e de Guiomar de Castro, filha do quarto Barão do Alvito, João Lobo da Silveira, e neta, por parte da mãe, do segundo Senhor de Lavre e Estepa, João Mascarenhas. Através dos matrimónios das suas filhas, Maria e Guiomar, traçou relações com o sétimo Conde da Feira e com o primeiro Duque de Cadaval, o célebre Nuno Álvares Pereira de Melo, e com o terceiro conde de Vila Nova de Portimão, respectivamente. Francisco, como se constata, pertencia a uma das famílias mais poderosas e de maior tradição em Portugal, e com ligações de parentesco directas com outras casas de suma importância, como é o caso da Casa de Cadaval. A Pedro Vieira da Silva e Gaspar Faria Severim, comendador de Moura, coube o Conselho de Estado. Porém a rivalidade entre Francisco e o Conde de Cantanhede dificulta a regência da mãe de Afonso. Esta vê-se obrigada a nomear a «Junta Nocturna», assim conhecida por ter reuniões à noite. Para além dos dois nobres em disputa, constavam nela outros oficiais de confiança, como o marquês de Nisa, Pedro Fernandes Monteiro, o conde de São Lourenço e frei Domingos do Rosário, diplomata experiente. Esta Junta teve bastante utilidade e agilidade aos comandos dos negócios públicos.

### Amizade com António Conti
Com 13 anos, narra Veríssimo Serrão, divertia-se observando de uma janela do paço real rapazes de baixa condição nas suas brincadeiras, que incluíam lutas e outras arruaças. O rei não se coibia de aplaudir tais lutas, incitando o grupo seu favorito. Nas arcadas do pátio para onde dava a dita janela, reuniam-se mercadores e outros negociantes. Entre eles estava António Conti, "que tinha tenda de fitas, meias e mais adornos femininos". Este astuto genovês soube insinuar-se nas boas graças do monarca, aplaudindo os seus protegidos e ofertando-lhe bugigangas condizentes com o seu pouco apurado gosto, sempre que o rei descia ao pátio para conversar com ele. Conti tratou de lhe apresentar o seu irmão e também outros rapazes, incluindo negros, lacaios, mouros e outros do que era tido então como de ínfima estirpe.
| “ | Divertiam-se todos em combates de lebreus, primeiro no paço, depois no próprio terreiro, em público. Aquele bando ignóbil não abandonava nunca o rei; percorriam todos a cidade, de noite, apedrejando janelas, arremetendo contra os transeuntes. A incapacidade física de D. Afonso tornava ainda estes espectáculos mais repugnantes. Atirando-se por bazófia a empresas atrevidas, sempre se saía mal, obrigando-se a fazer-se reconhecer, para não ser maltratado pelas pessoas que provocava. Por vezes enchia o paço de mulheres perdidas, também por bazófia, porque não era menos incapaz para as lutas amorosas que para as lutas guerreiras. | ” |

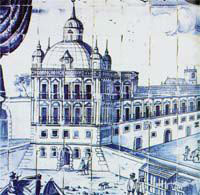
Painel de azulejos do século XVII, que representam o antigo Paço da Ribeira, destruído em 1755 devido ao terramoto que abalou Lisboa nesse mesmo ano. D. Afonso VI foi o primeiro infante a habitar neste palácio.

Tomando posse da sua casa, a 7 de abril de 1660, deliberadamente, consegue Afonso um alojamento no paço para António Conti, um quarto com porta para a câmara do rei, atitude que provocou escândalo na corte. Atribui-lhe igualmente o foro de moço do guarda-roupa do rei. Assim, tinha o privilégio de assistir ao vestir e despir da real pessoa, que o designou também moço das chaves. António consegue ainda do rei que este o tornasse fidalgo, lhe concedesse uma comenda e ainda o hábito da Ordem de Cristo. O monarca dispensa-lhe ainda uma capela cujo rendimento se acercava dos 1 000 Cruzados.
Nestas saídas nocturnas, de acordo com as descrições do Conde da Ericeira, que documentou grande parte da Restauração, o rei não se poupava a esforços para conquistar «a afeição tanto das mulheres mais expostas, quanto das mais recatadas, crescendo de sorte, que, passando do rebuço da noite à manifesta claridade do dia, não perdoava nem ao sagrado das igrejas» De facto, Ana de Moura e Feliciana de Milão, duas freiras do convento de Odivelas (já frequentado pelos monarcas desde D. Dinis e onde floresciam casos amorosos), disputavam do favor régio. Provavelmente para impressionar alguma das duas senhoras, Afonso quis tourear no pátio daquele convento, acabando por cair e magoar-se. Segundo a tradição, foi sangrado e Ana de Moura sangrou-se também, não tanto pela necessidade, mas para «fazer fineza a Sua Majestade.»
A regente, de início, tentou apaziguar estas atitudes e impedir que o rei mantivesse contacto com estes rapazes, aconselhando-o. Porém, Afonso não a escutava, nem tão pouco aos conselheiros, entre os quais o conde de Odemira, Francisco. As brincadeiras de mau gosto continuavam, eram motivo de preocupação na corte e no reino e Luísa teve que tomar uma medida drástica. É implementada a pena de açoites e degredo a quem, com mais de quinze anos, «jogasse pedradas». António Conti é afastado da corte. Francisco de Faro aproveita o mote e expulsa o grupo do paço, que ali entrava a seu bel-prazer. Quem não gostou foi, obviamente, Afonso, que, ao ver-se impedido de contactar com os seus amigos, volta a sua ira contra a mãe e contra os membros do conselho de estado, incluindo Francisco.
Surgem então na vida do jovem rei dois jovens cortesãos que lhe restituem as amizades perdidas, Jerónimo de Ataíde, filho de Filipa de Vilhena, e Luís de Vasconcelos e Sousa, conde de Castelo Melhor. Como diz Veríssimo Serrão, «não [se aproximaram de D. Afonso] porque lhes conviesse a vida escandalosa deste mas porque sentiam que o favor régio estava a seu alcance logo que ele tomasse o poder.».

### A Batalha da Linha de Elvas
Mereceu Afonso o epíteto de O Vitorioso, por no seu reinado Portugal ter vencido a Espanha em várias batalhas da Guerra da Restauração. Em dez anos, mais ou menos o tempo em que combateu o país vizinho, diz António Pereira de Figueiredo, que «alcançou tão grande nomeada, que ninguém se pode comparar com ele no número de vitórias e na glória que delas resultou».
Foram cinco as vezes em que os portugueses combateram os castelhanos durante o seu reinado, por ocasião da Guerra da Restauração, sempre em menor número que os adversários. Logo no início do ano de 1657, a regente é informada pelo Conde de Soure que os espanhóis reuniam tropas para invadir Portugal na primavera. Pouco tempo depois André de Albuquerque, general português, precisa o local de ajuntamento das tropas: Badajoz. Constava ainda que o próprio monarca vizinho viria dirigir um poderoso exército a Mérida. Substituído o conde de Soure no comando das operações militares nacionais no Alentejo, é o conde de São Lourenço que se encarrega de tal tarefa.

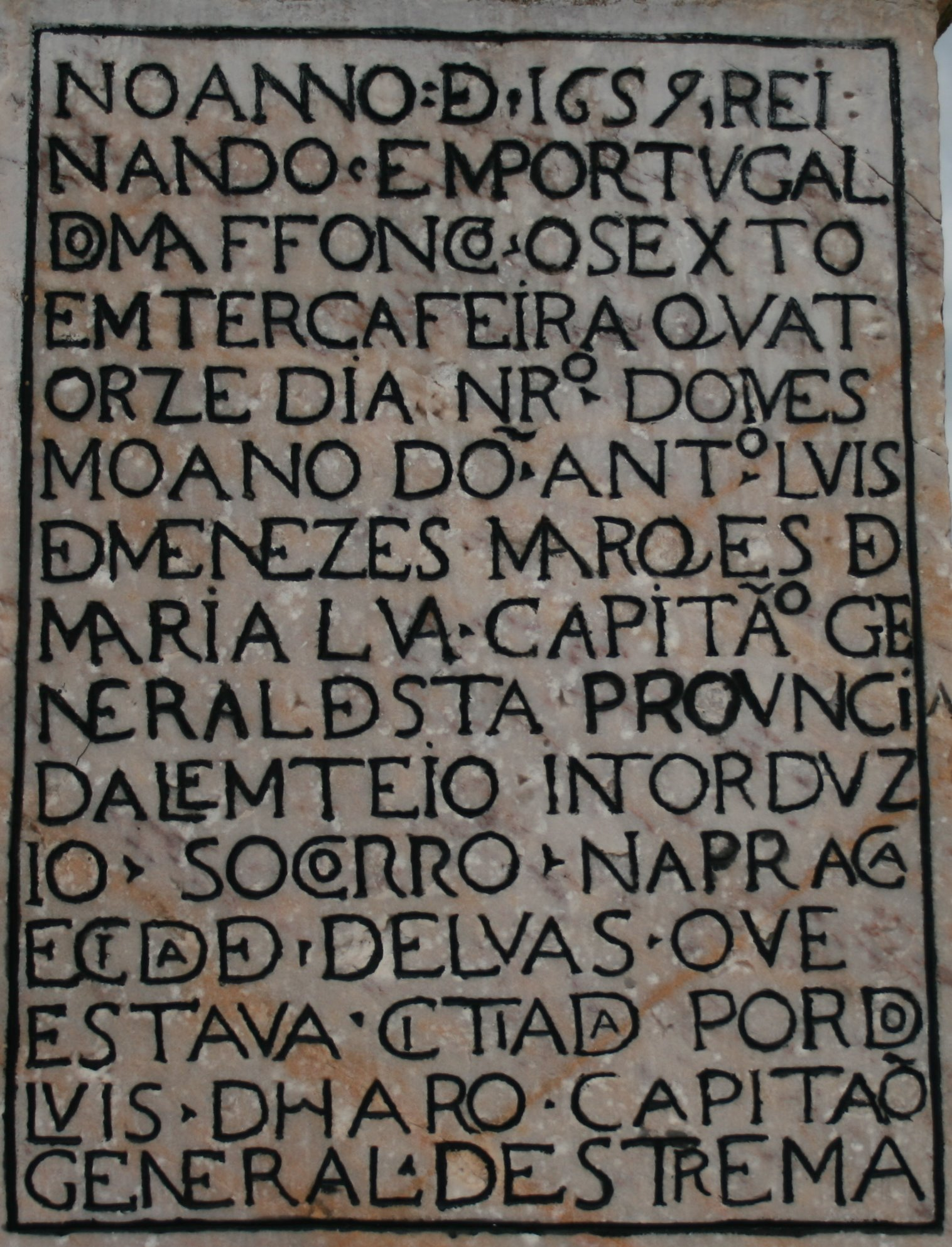
Pedra comemorativa da Batalha das Linhas de Elvas, 1659, com menção a Afonso VI

Providencia a nomeação de capitães nas praças de Castelo de Vide, Marvão e Vila Viçosa e chama reforços de Trás-os-Montes, das Beiras e do Algarve. A zona do Guadiana é, em princípios do mês de abril, dominada pelos espanhóis. Não resistiram as praças de Olivença e Mourão. Já em 1658, sabe-se então da pretensão das tropas de Filipe em ocupar Vila Viçosa. Eis que surge um dos grandes generais da Restauração, Sancho Manoel, governador da Praça de Elvas. Luis de Haro e as suas tropas, de cerca de 20 mil homens e muita artilharia, cercam Elvas, cerco este que se mantém durante três meses. Dentro das muralhas, resistiram os portugueses sob diário fogo de artilharia. Trezentos mortos por dia foi o resultado da peste que também se abateu sobre os militares. Esperavam-se os reforços vindos de todo o país, comandados pelo conde de Cantanhede, António Luís de Menezes, que não tardaram a chegar. A batalha era decisiva, pois estava em causa o controlo de Lisboa. É a 14 de janeiro de 1659 que se dá a batalha nos campos de Elvas, ganha pelos portugueses. Sancho recebe em troca da sua valentia em Elvas, o título de Conde de Vila Flor. Porém, a batalha - viriam os portugueses a perceber mais tarde - não foi definitiva, pois o Tratado dos Pirenéus deixa a Espanha sem outros encargos militares.
| “ | (...) em breve, o Rei voltaria a sentir os efeitos de uma ameaça, porventura mais grave. | ” |

Antes, todavia, deflagra uma crise política no seio da corte, que opõe Luísa a Afonso, mãe e filho, pelas rédeas do Poder. A rainha chegou a encarar a hipótese de o infante Pedro, seu 3.º filho, vir a ser jurado herdeiro do trono, para o que recebeu a Casa do Infantado, ainda no tempo de D. João. Mas tendo falhado o golpe palaciano de 1662, que visava o desterro de António Conti no Brasil ou, talvez mesmo, a prisão do monarca, abriu-se o processo que levou ao termo da regência em 23 de junho de 1662, à entrega do poder efectivo ao rei.

### Ascensão ao Poder
Foi a regente, Luísa de Gusmão, quem nomeou os condes de Castelo Melhor e Atouguia como aios do jovem monarca, mas essa nomeação iria voltar-se contra as suas pretensões e afastá-la definitivamente do poder do reino.
Não oferece dúvida que foi o conde de Castelo Melhor o cérebro da manobra que afastou a rainha da vida pública, tendo nela participado o conde de Atouguia e Sebastião César de Meneses. Ambos levaram o rei para Alcântara, para onde convocaram a nobreza, retirando-se ao Paço da Ribeira o centro de decisão política. Para alcançar o poder, foram dois os argumentos de Afonso: a busca de meios para defrontar a ameaça que representava Castela e poupar a sua mãe do «contínuo trabalho» que lhe cabia como regente. Por Ordem Régia de 22 de junho de 1662, invoca-se um princípio jurídico inabalável, a que todos deveriam obedecer.
A rainha, tratada com o maior respeito pelo grupo de Castelo Melhor, manteve-se no paço até março de 1663, recolhendo-se então ao convento dos Agostinhos Descalços (ou dos Grilos). Em carta à ausente filha Catarina, rainha de Inglaterra, define o ocorrido como uma conspiração. Na mesma carta, não chega sequer a referir o nome de Pedro, o seu segundo filho, irmão de Afonso, devido à sua tenra idade, que não lhe permitia a participação nesta disputa de poder. O país ficar-lhe-ia em dívida pela coerência e pulso firme com que garantiu a nova dinastia e as condições de independência de Portugal face ao país vizinho. A inclinação que teve pelo filho segundo terá provavelmente sido fruto da incapacidade que Luísa via no legítimo herdeiro e que poderia comprometer os vinte anos de luta que se travaram até ali. Morreu ela a 27 de fevereiro de 1666, no convento dos Grilos em Xabregas. Em testamento, lavrado a 26 de fevereiro de 1666, declara Afonso como seu herdeiro e testamenteiro. Ao outro filho deixou as dívidas, a protecção dos criados que a serviam e pede-lhe ainda que proteja as obras de caridade às quais o seu nome se encontrava ligado.
O golpe palaciano que a depôs é assim descrito:
| “ | O conde de Castelo Melhor, auxiliado por alguns fidalgos, conseguiu que o monarca saísse para Alcântara, e daí fizesse saber a sua mãe que resolvera assumir o poder. A rainha tentou resistir por boas razões e conselhos, porém nada conseguiu, porque o conde de Castelo Melhor, disposto a subir ao poder, não desistia por caso algum. A 29 de junho de 1662, el-rei assumiu definitivamente o governo do reino, ou antes, em seu nome o conde de Castelo Melhor, que se fez nomear escrivão da puridade. O conde empregou sua astúcia em afastar de junto do rei as pessoas que podiam ofuscar-lhe o seu valimento; até conseguiu que a própria rainha se afastasse, acolhendo-se ao convento do Grilo. É certo porém, que se o conde se serviu de meios nem sempre dignos para subir ao poder, mostrou-se digníssimo em exercê-lo. O reinado de D. Afonso VI deveu-lhe a glória que o iluminou, e o inepto soberano pôde alcançar na história o epíteto de o vitorioso. | ” |

### O conde de Castelo Melhor

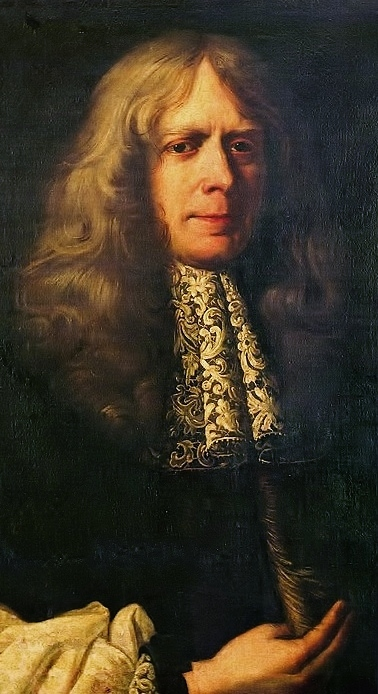
Luís de Vasconcelos e Sousa, terceiro conde de Castelo Melhor

Luís de Vasconcelos e Sousa, terceiro conde de Castelo Melhor, com apenas 26 anos vivera exilado em França durante dois anos, devido a suspeitas do seu envolvimento na morte do conde de Vimioso. Quando regressa a Portugal, combate em defesa do Minho, ficando ferido com gravidade. Retornado à corte, recebe em 1659 o ofício de reposteiro-mor do Paço, e já em 1662 exercia funções de camareiro de serviço, estando constantemente em contacto com as figuras régias e a família real, o que o tornava uma das personalidades mais distintas na corte portuguesa. Hoje equivaleria às funções de um Primeiro-Ministro. Terá encabeçado o golpe que destituiu a regente, e colocou o soberano à cabeça do poder do reino, juntamente com o Conde de Atouguia e outros fidalgos de nobreza média. Todos veriam no rei um espaço para a sua ascensão social e política.
Após a crise de 1662 que lhe concede o poder efectivo, Afonso VI logo reconheceu os préstimos do conde Luís ao nomeá-lo criado de escrivão da puridade, fiando-lhe «os maiores negócios do reino» Este cargo, ao longo da segunda dinastia, tinha sido quase sempre destinado ao funcionário régio de maior confiança. Hoje equivaleria às funções de um primeiro-ministro. Portanto, com este ofício, à mercê da centralização do poder que a Restauração impunha, era-lhe confiada a máquina de administração pública.
Se o reino usufruiu da eficiente regência de Luísa de Gusmão, também nada perdeu com a troca, pois Luís, aos comandos da administração pública demonstrou a garra de um verdadeiro estadista, como refere Veríssimo Serrão. Essa firmeza política demonstrou-a na condução das grandes batalhas que se seguiriam à tomada de posse de Afonso.

### As relações externas
Este curto espaço de tempo entre a queda da regente e a chegada de Castelo Melhor ao poder, foi predominante para a diplomacia portuguesa e para o comércio internacional.
Catarina de Bragança, que anteriormente já havia sido proposta por Frei Domingos do Rosário, diplomata português, como esposa de Luís XIV de França, viu tal proposta ser recusada por influência de Mazarino. Se o casamento vingasse, seria um triunfo para a diplomacia portuguesa.

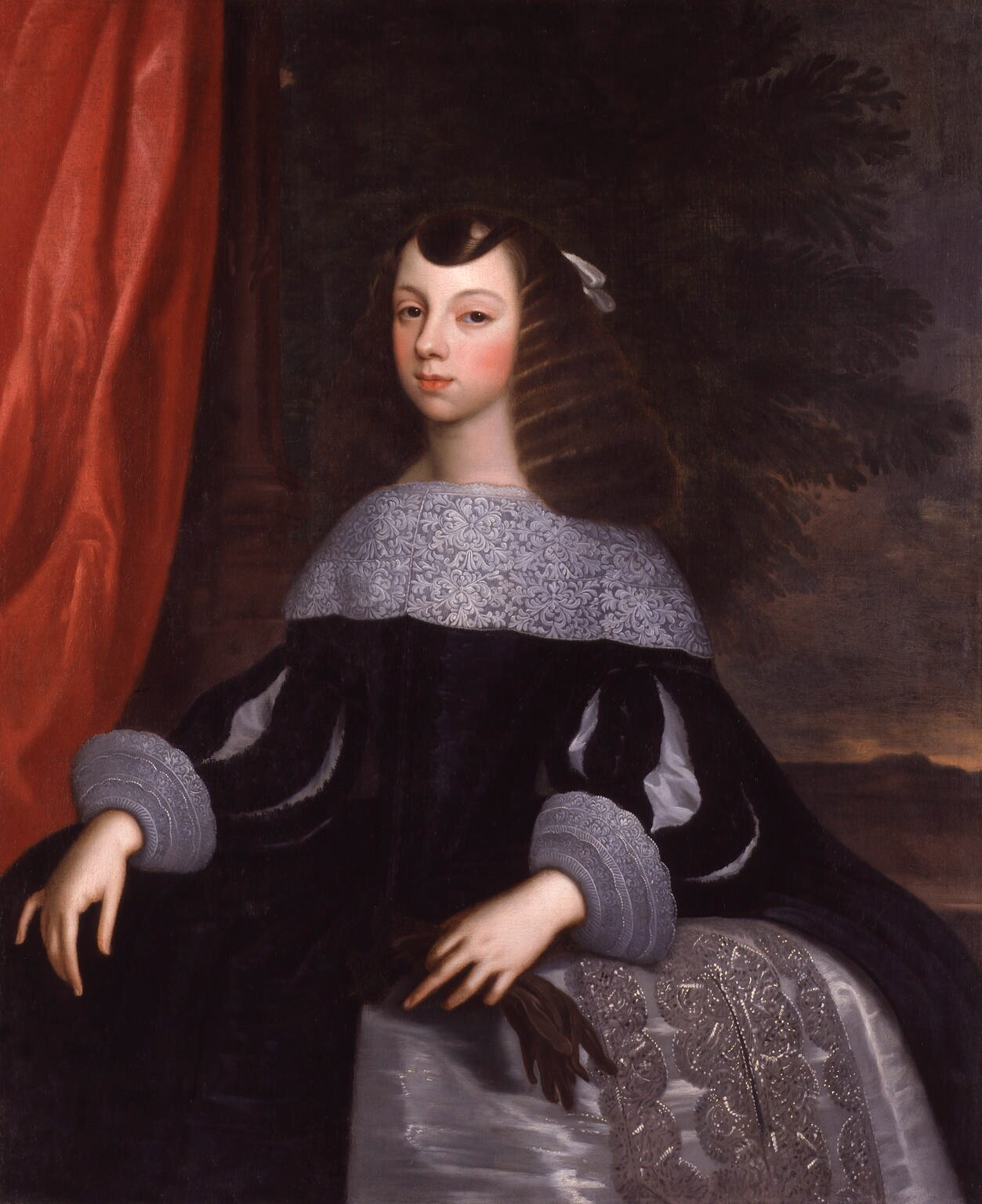
D. Catarina de Bragança, irmã de D. Afonso VI

Surge então o tratado anglo-luso de 1661, que visava o apoio mútuo entre Portugal e a Inglaterra e, em virtude do tratado, a princesa portuguesa é proposta em casamento a Carlos II de Inglaterra, que aceita. Em causa estava também um vasto dote que Portugal teria que pagar pelo matrimónio, razão pela qual D. Luísa, ainda como regente, teve que recorrer à ordem da Junta dos Três Estados para conseguir o dinheiro necessário, visto que o pagamento, por exigência do rei inglês, deveria ser feito o mais brevemente possível. A 25 de abril de 1662, a irmã de Afonso parte rumo ao seu novo reino.
A França, por sua vez, não faz nenhuma objecção a este tratado, apesar da sua rivalidade com a Inglaterra, graças ao apoio do marechal Turenne, que permitiu a vinda do general alemão Schomberg mais 600 oficiais e soldados para servir na fase mais crítica das guerras da Restauração. Ver Espanha enfraquecida face à hegemonia da França, de certo correspondia aos objectivos de Luís XIV. Assim, além de não hostilizar o tratado, a França firmou o tratado de liga formal com D. Afonso VI, que contribuiu posteriormente para a paz com Espanha.
Com a Holanda as relações externas não eram assim tão pacíficas, visto ser este país um dos grandes inimigos de Portugal, por se ter apoderado de várias capitanias do Brasil e outros portos de pertença portuguesa, aquando do domínio filipino. Após um tratado ratificado por D. João IV, as hostilidades cessaram durante 10 anos. Porém, os territórios continuavam a ser ainda holandeses. Após várias propostas de devolução das capitanias do Brasil em troca de regalias no comércio do sal de Setúbal e pagamento de três milhões e meio de cruzados, arrastam-se as negociações até que em agosto de 1661 o tratado de paz é assinado. Ratificado por Afonso VI a 24 de maio de 1662, mesmo ficando por regular alguns pontos decorrentes da aplicação do tratado, Portugal teve que contribuir com quatro milhões de cruzados e a restituição da artilharia dos holandeses, a pagar no prazo de 16 anos. Assim se fez a paz entre Portugal e a Holanda.

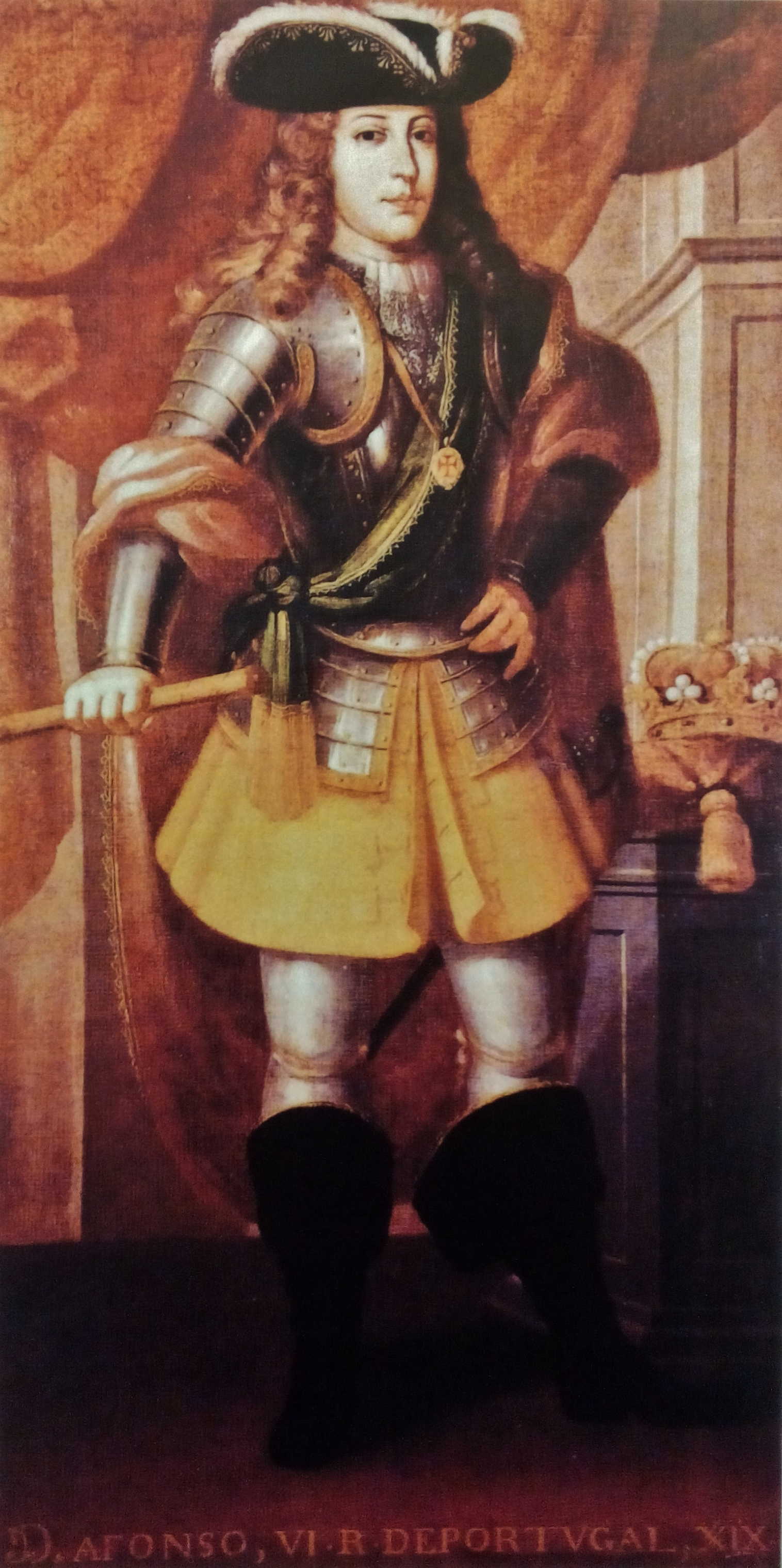
D. Afonso, por Henrique Ferreira (1718)

As relações com a Escandinávia pareciam intermitentes, sendo que de Cristiano IV da Dinamarca pouco apoio se conseguiu face à posição política do país quanto à Espanha. A Suécia, por sua vez, em 1654 renuncia a independência de Portugal e reconhece Filipe IV como rei deste país. As alianças diplomáticas que tanto custaram a João IV construir e a Luísa a manter pareciam agora desmoronar-se. A relação entre as duas coroas foi interrompida, de 1659 a 1662, já com o governo português nas mãos de Castelo Melhor. Contudo, as relações comerciais falaram mais alto e a Suécia vê-se obrigada a voltar atrás, de modo a evitar as desvantagens do monopólio do sal de Setúbal para os ingleses e holandeses e também devido a interesses mercantis no Brasil e Guiné. Todavia, a aproximação diplomática entre Afonso VI e Cristina da Suécia, não teve grande utilidade na Restauração da independência.
A independência portuguesa representava uma faca de dois gumes para a Santa Sé, visto que a Igreja nada tinha contra a emancipação portuguesa, mas também não podia reconhecê-la devido à influência política da Espanha. Este foi sem dúvida o campo de actuação mais difícil para os diplomatas portugueses. Só com a paz com Espanha, o papa Clemente IX alterou a atitude romana face às pretensões espirituais de Afonso VI e reconhecido Portugal como país independente.

### As grandes batalhas
«Depois de Afonso VI tomar posse da governação de Estado, João de Áustria, filho bastardo do rei de Castela, invadiu o Alentejo, tomou Évora, e chegou quase às portas de Lisboa. O conde de Castelo Melhor tratou de organizar importantes forças para repelirem esta invasão, colocando à frente dessas forças Sancho Manuel, conde de Vila Flor, e o conde de Schomberg. Seguiu-se uma série de combates e de vitórias; a reconquista de Évora, a tomada de Assumar, Ouguela, Veiros, Monforte, Crato e Borba; Figueira de Castelo Rodrigo, Ameixial, batalha que se deu em 1663, em que muito se distinguiram os generais marquês de Marialva, e conde de Schomberg. A decadência de Portugal era inevitável, com um rei tão fraco que tudo sacrificava à quietação do espírito e às suas comodidades. Nas colónias ainda essa decadência mais se pronunciava. As complicações da Índia, a aliança da Inglaterra, com o casamento da infanta Catarina de Bragança, filha de João IV, com o rei de Inglaterra, Carlos II, que levou em dote duas praças, Bombaim e Tânger, a tomada, pelos holandeses, de Ceilão, Cranganor, Negapatam, Cochim, Coulam, e Cananor, as negociações a que foi indispensável entrar com eles e a traição do duque de Aveiro e de Fernando Teles de Faro. A campanha contra os espanhóis, terminou por assim dizer, com a batalha de Montes Claros, ganha pelo marquês de Marialva e o conde de Schomberg. Depois desta batalha, só houve escaramuças a guerras de fronteira. Os espanhóis, já cansados de tanto lutar, começaram a tratar da paz, que o conde de Castelo Melhor só queria aceitar com as condições a que nos dava direito a nossa constante supremacia militar. Assim o conde exigia que a Espanha nos cedesse uma porção do seu próprio território, queria a Galiza, e com certeza o conseguiria, se as intrigas da corte o não houvessem precipitado do poder.»
No ano de 1663 ocorreu em Lisboa um perigoso motim perante a perda de Évora e de outras terras alentejanas, que desassossegou a corte. Sucede-se então, no mesmo ano, a terceira batalha deste reinado, no Ameixial, junto a Estremoz, comandada por D. Sancho Manoel.
| “ | (...) D. Sancho Manoel depois Conde de Villa Flor ganhou huma grande ventagem [...], e na batalha do Ameixial em que D. João de Austria ficou inteiramente derrotado, e restaurando Évora, e outras Pracas se sossegou Lisboa, e assegurou a Monarquia. | ” |

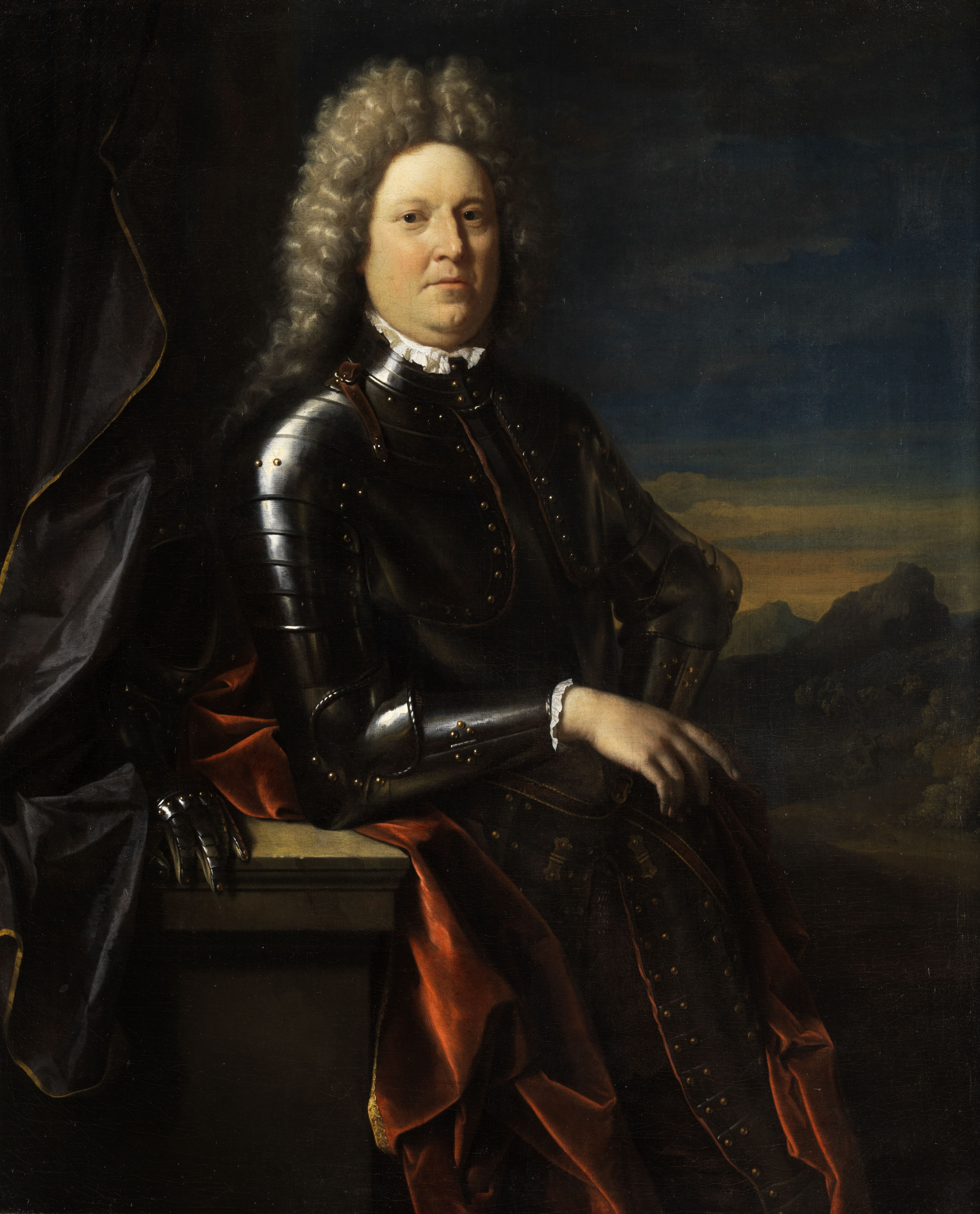
O estratega alemão, Frederico, conde e duque de Schomberg, que apoiou militarmente as campanhas de Afonso VI contra a Espanha

A quarta batalha travada foi a de Castelo Rodrigo, também em 1663, comandada por Pedro Jacques de Magalhães, depois 1.º visconde de Fonte Arcada, e a quinta a de Montes Claros, cujo comando coube ao terceiro conde de Cantanhede, António Luís de Meneses, depois Marquês de Marialva. Porém, as vitórias levadas a cabo desde 1660 foram amparadas por um estratega alemão, o Conde de Schomberg, contratado naquele ano pelo conde de Soure.

## Casamento

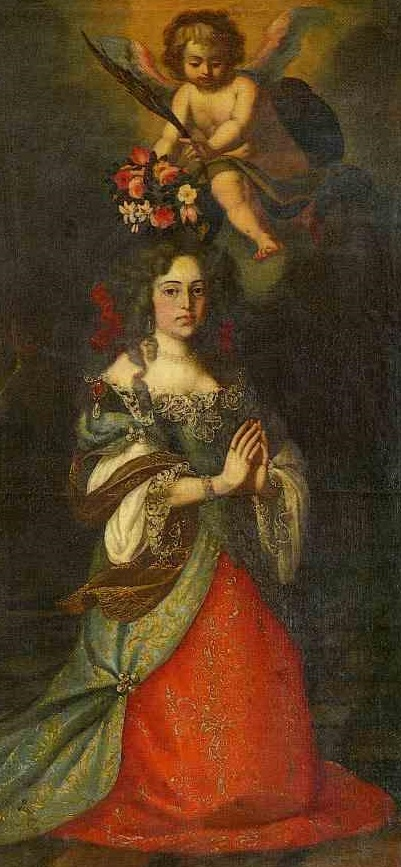
D. Maria Francisca de Saboia (1646-1683), Museu Nacional dos Coches

Em 1652 falhou o casamento com a filha do príncipe de Parma, o mesmo sucedendo pouco depois com Mademoiselle de Montpensier, e tampouco resultou o plano de o casar com a filha do duque de Orléans, origem de uma missão de Francisco Manuel de Melo. Afinal o marquês de Sande, D. Francisco de Melo e Torres, assinou em Paris a 24 de fevereiro de 1666 o contrato matrimonial com Maria Francisca Isabel de Saboia, Mademoiselle d'Aumale. O casamento foi celebrado por procuração, em La Rochelle em 27 de junho, e a nova rainha chegou a Lisboa a 2 de agosto.  Maria Francisca alimentou esperanças de gravidez, em que pese a corrente favorável ao infante Pedro (o duque de Cadaval, o embaixador francês e outros) dizer depois que o casamento não se consumara.
Pelos autos sabe-se que de facto, apenas dois dias após ter conhecido o noivo, a rainha já havia desabafado ao seu confessor, o jesuíta Francisco de Vila: "Meu padre, parece-me que não terá Portugal sucessores deste Rei." Nos meses que se seguiram, ainda em confissão, continuou a queixar-se ao religioso que o Rei era "inábil e impotente", a rainha acabou por recolher-se ao Convento de Nossa Senhora da Esperança em Lisboa, e a entrar, no dia seguinte, com um pedido de anulação do matrimónio no Cabido de Lisboa, designando como seu procurador no processo, o duque de Cadaval. Deixou ao Rei uma carta onde se justificava: "Apartei-me da companhia de Sua Majestade, que Deus guarde, por não haver tido efeito o matrimónio em que nos concertámos (…)". Desse modo, de 9 de janeiro a 23 de fevereiro de 1668, nas tardes de segundas, quartas e sábados, 55 testemunhas foram chamadas ao paço do Arcebispo de Lisboa para depor, em audiências públicas, sobre a incapacidade sexual do monarca.
O processo foi julgado por três autoridades eclesiásticas e um júri com quatro desembargadores e quatro cónegos. Entre as primeiras testemunhas, encontravam-se 14 mulheres com quem o rei havia tentado envolver-se. Não compareceram quaisquer testemunhas a favor do rei.

“…semiparalítico de uma perna, glutão e sujo, quase sempre bêbedo, e a vomitar depois de comer.”

— Assim descrevia o rei o embaixador de França em Lisboa, em 1667.
De acordo com o historiador português Joaquim Veríssimo Serrão "o processo constitui uma página lamentável de nossa história", mas mesmo que a tese da não consumação possa suscitar reservas, o processo contém matéria abundante para provar a incapacidade do monarca em assegurar a sucessão do Reino.
Não resiste à menor crítica, segundo o mesmo historiador, a versão posta a correr de os dois cunhados terem amores incestuosos. Antes da anulação ser declarada, já as cortes de 1668 tinham sentido o grave problema e sugerido ao infante o casamento com a Rainha, "para quietação do Reino e segurança de sua real sucessão". Efetuaram-se diligências em Roma para a necessária dispensa, no impedimento publicae honestatis que pudesse haver entre os nubentes, tendo a bula de autorização chegado a Lisboa a 27 de março. Seguidamente foi deposto por decisão do Conselho de Estado.
Toda essa história e circunstância pode ser apreciada num filme cujo nome é precisamente "O Processo do Rei", realizado em 1989, por João Mário Grilo.

## Afastamento, prisão e morte

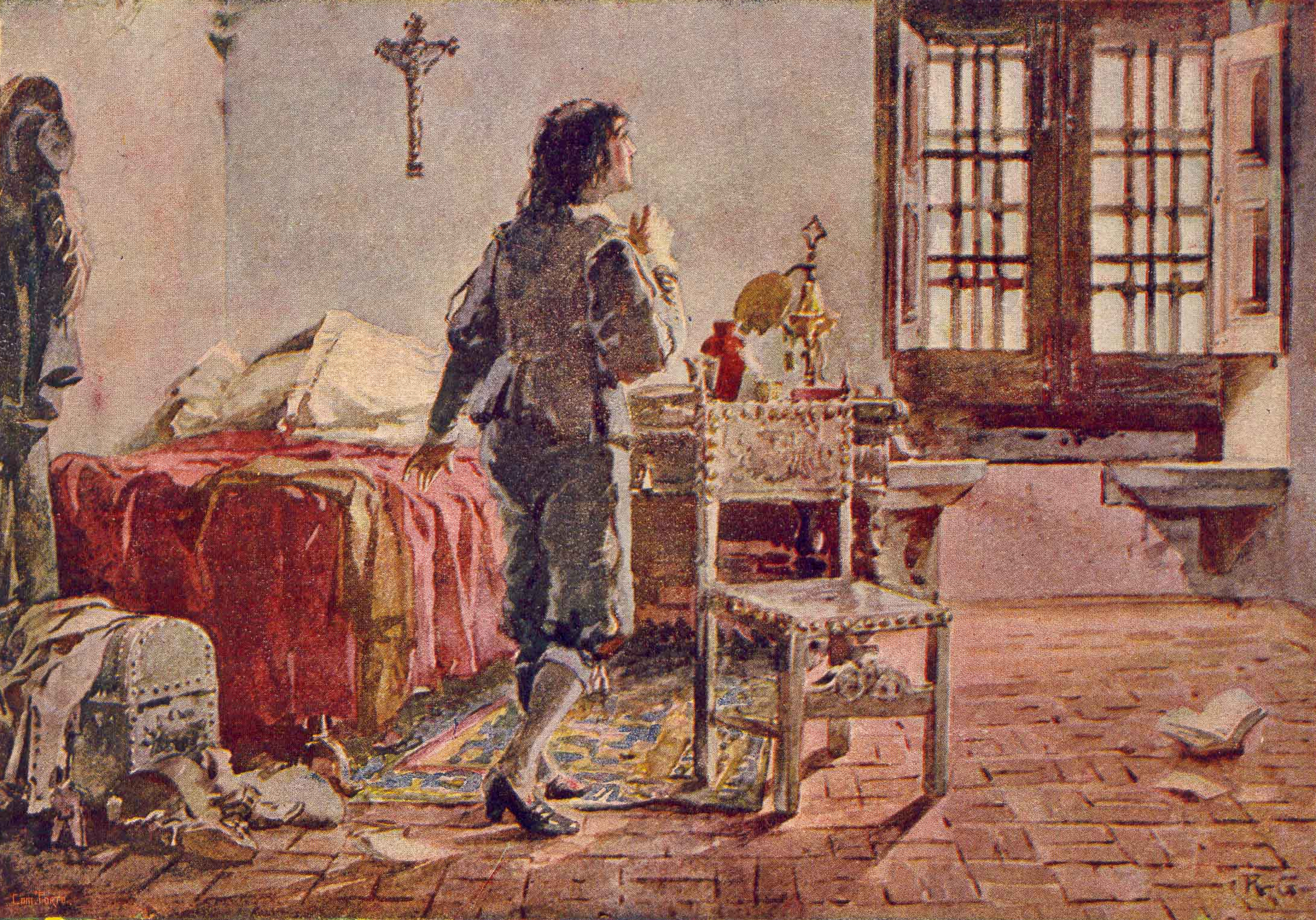
D. Afonso VI preso no Palácio de Sintra, por Alfredo Roque Gameiro, 1917

Em 1667, um grupo de nobres que incluía o marquês de Marialva, o conde de Sarzedas e o conde de Vila Flor, conseguiu derrubar o conde de Castelo Melhor. A 27 de outubro a Câmara de Lisboa pediu a convocação imediata das Cortes, enquanto Castelo Melhor se exilava num mosteiro de arrábidos perto de Torres Vedras, exilando-se depois nas cortes de Saboia, França e da Inglaterra (sua situação só se desanuviou depois da morte da Rainha em 1683). A Rainha deixou o Paço em 21 de novembro, recolhendo-se ao convento da Esperança em clausura com suas damas e oficiais, no que se considerou grande escândalo.
Após seu afastamento em 1667 Afonso foi compelido por sua mulher, Maria Francisca, e irmão, Pedro, a abdicar do trono no dia 22 de Novembro. O infante Pedro justificou a tomada do governo pela exigência do «Senado lisboeta». Guardou apenas o título de «curador» e governador do Reino. Desde 26 de novembro de 1667 os documentos vêm assinados pelo «Infante» e só depois de Cortes em 1668 passaram a sê-lo pelo «Príncipe». Fez membros do Conselho de Estado o duque de Cadaval, Nuno Álvares Pereira de Melo, D. Vasco Luís da Gama, marquês de Nisa. escolheu como Presidente da Mesa do Desembargo do Paço o marquês de Gouveia, João da Silva, e como vedor da Fazenda o velho general António Luís de Meneses, marquês de Marialva. Eram todos elementos ligados ao «partido francês», vitoriosos sobre a facção «inglesa» comandada por Castelo Melhor.
Afonso foi banido para a ilha Terceira, nos Açores. Tais actos foram sancionados pelas Cortes de Lisboa de 1668. 
Instalado na ilha Terceira, ali permaneceu ao longo de cinco anos. Viveu caprichoso, em turbulência constante e com grande violência física, nem mesmo poupava os criados. Em fins de 1673 descobriu-se em Lisboa uma conspiração para favorecer seu regresso. Diversos conspiradores foram mesmo enforcados no Rossio. O Rei, mandado vir, chegou a Lisboa em 14 de setembro de 1674, sendo conduzido ao Palácio de Sintra. Durante nove anos viveu ali, fechado em seus aposentos, com servidores da inteira confiança do duque de Cadaval. No início de 1683 foi sangrado, tomou purgas, em 30 de maio teve agastamentos, com dores, na manhã de 12 de setembro teve um acidente apoplético e ficou sem fala, morrendo logo. Montalvão Machado, em Causas de Morte dos Reis Portugueses, Lisboa, 1974, diz que o rei morreu de tuberculose pulmonar, como outros filhos de João IV de Portugal e a princesa Luísa de Gusmão. A sua morte suscitou suspeitas de envenenamento, nunca provadas.
O rei morreu após 9 anos de prisão no quarto a que foi dado o seu nome do Palácio Real de Sintra. A morte ocorreu quando o prisioneiro saía do quarto para se dirigir à capela do Palácio.
Está sepultado, juntamente com o seu irmão Pedro II de Portugal e Maria Francisca, no Panteão dos Braganças, na cidade de Lisboa.

## Títulos, estilos e honrarias
- 21 de agosto de 1643 — 6 de dezembro de 1653: "Sua Alteza, o Sereníssimo Infante Afonso de Portugal"
- 06 de dezembro de 1653 — 6 de novembro de 1656: "Sua Alteza Real, o Príncipe do Brasil"
- 06 de novembro de 1656 — 12 de setembro de 1683: "Sua Majestade, o Rei"

O estilo oficial de D. Afonso VI enquanto Rei de Portugal completo: "Pela Graça de Deus, Afonso VI, Rei de Portugal e dos Algarves, d'Aquém e d'Além-Mar em África, Senhor da Guiné e da Conquista, Navegação e Comércio da Etiópia, Arábia, Pérsia e Índia, etc.".

### Honrarias
Enquanto monarca de Portugal, D. Afonso VI foi grão-mestre das seguintes ordens:
- Ordem dos Cavaleiros de Nosso Senhor Jesus Cristo
- Ordem de São Bento de Avis
- Ordem de Santiago
- Ordem da Torre e Espada